# Galkot
Galkot (en népalais : गल्कोट) est une municipalité du Népal située dans le district de Baglung. Au recensement de 2011, elle comptait 33 097 habitants.
Elle regroupe les anciens comités de développement villageois de Dudhilabhati, Praiyunpata, Hatiya, Jaljala, Kandebas, Narethanti, Ranasingh Kiteni et Righa.